# Нейтрон-захватная терапия

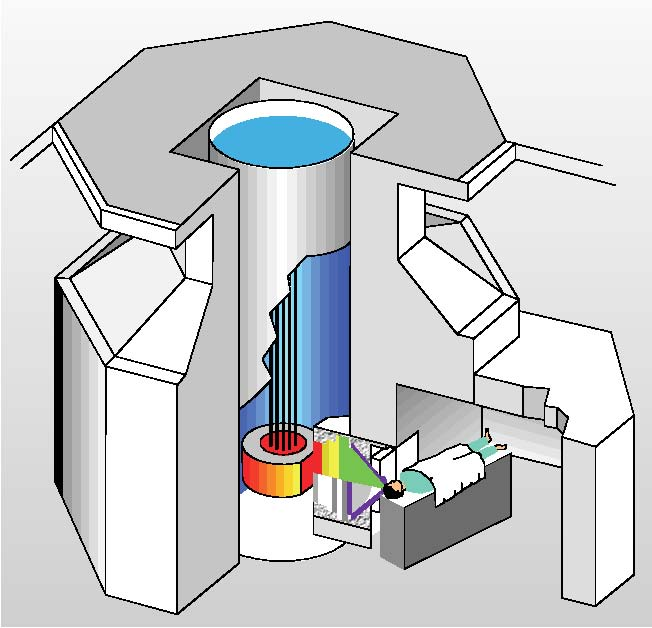
Схема установки NCT на экспериментальном реакторе Triga.

Нейтрон-захватная терапия, или нейтронозахватная терапия (англ. Neutron Capture Therapy) — метод радиотерапии. Метод лечения рака с использованием реакций, возникающих между радиочувствительными медикаментами и нейтронами. При этом в опухоли предварительно накапливают бор, гадолиний (в эксперименте кадмий), что повышает её чувствительность к нейтронному излучению. Затем опухоль облучают потоком тепловых нейтронов. В онкологических клиниках уже применяется терапия на основе бора (Boron Neutron Capture Therapy). Остальные варианты находятся в фазе экспериментов.

## Основные сведения

Сечения захвата нейтрона изотопов ^{10}В и ^{11}В.

В результате поглощения нейтрона бором происходит ядерная реакция с большим выделением энергии в клетке, что приводит к её уничтожению. Бор (точнее, стабильный изотоп бор-10) поглощает нейтроны очень эффективно: сечение поглощения тепловых нейтронов 3837 барн, в то время как сечение поглощения нейтронов большинством элементов — порядка единиц барн.
В результате поглощения нейтрона бором-10 образуется возбужденное ядро бора-11, которое за 10−12 секунды распадается на ядро лития-7 и альфа-частицу, разлетающиеся с большой энергией. В 6 % случаев их суммарная энергия 2,8 МэВ, а в 94 % — 2,3 МэВ, поскольку 0,48 МэВ выносится гамма-квантом. Эти заряженные частицы быстро тормозятся: ядро лития на длине 5 мкм, альфа-частица на 7 мкм. Поскольку размер клетки порядка 10 мкм, то видно, что 80 % энергии ядерной реакции выделяется именно в той клетке, которая содержала ядро бора, поглотившего нейтрон.
Нейтронозахватная терапия более безопасна, чем стандартная рентгенотерапия. Однако этот вид лечения находится в фазе развития и имеет свои ограничения.

## История
Идея былa сформулирована в 1936 году американским рентгенологом из Института Франклина в Филадельфии Г.Л. Лочером. Независимо, в конце 40-х годов в СССР, А. Т. Качугиным было предложено использование противоопухолевых медикаментов, действующих по нейтронзахватному принципу. В 1950-е годы в СССР проводилось первое экспериментальное лечение онкологических больных. В 1960-е годы разработка моделей терапии была проведена в Обнинском радиологическом центре и в Институте биофизики (Ю. С. Рябухин, Ф. С. Баранова, Н. А. Васильева, В. А. Успенский, Э. Ф. Филин).
Исследования получили развитие в США и Японии.
Нейрохирург Уильям Герберт Свит и физик Гордон Ли Браунелл из Массачусетской больницы общего профиля и Массачусетского технологического института (MIT) провели первые клинические испытания с использованием Брукхейвенского графитового исследовательского реактора в 1951 году.
В Японии базовые исследования по нейтрон-захватной терапии были начаты в 1959 году проф. Миякава Т. (отделение радиологии Клиники Токийского университета), Ватанабэ Н. и др., а в 1968 году проф. Хатанака Х. (медицинский факультет Университета Тэйкё) впервые в Японии осуществил радиотерапию с применением реактора производства «Хитачи» (HTR). Затем на этом реакторе было проведено 13 клинических испытаний по лечению злокачественных образований головного мозга с применением соединений бора, который отличается выдающимися свойствами избирательного накопления в раковых клетках.
К 1989 году было проведено около 100 клинических испытаний по лечению злокачественных опухолей мозга, а с 1993 года — экспериментальное лечение 61 пациента на реакторе KUR. Японским ученым удалось повысить эффективность метода за счет применения эпитермальных нейтронов, обладающих высокой энергией и способных проникать в глубоко расположенные опухоли. Кроме того, применение двух соединений бора, отличных по своим качествам, позволяет аккумулировать большой объем этого вещества в опухоли. Также внедрено компьютерное моделирование объема нейтронных лучей.
В настоящее время в Японии действует два реактора «медицинского назначения» — KUR, принадлежащий Университету Киото, и JRR, который находится в ведении Японского агентства по атомной энергии. Громоздкость необходимого оборудования не позволяет применять данный метод в обычных клиниках, но с 2009 года в НИИ при реакторе Университета Киото ведутся эксперименты на животных с использованием малогабаритного циклотронного ускорителя для проведения бор-нейтрон захватной терапии.
Этот вид терапии уже применяется для лечения опухолей мозга. В ИЯФ им. Г. И. Будкера в 2007 году был создан нейтронный источник для проведения экспериментов по бор-нейтронозахватной терапии.
Исследования Нейтрон-захватной терапии ведутся на горизонтальных экспериментальных каналах реактора ИРТ в МИФИ (НИЯУ МИФИ) совместно с Российским онкологическим научным центром имени Н. Н. Блохина и ФМБЦ им. А. И. Бурназяна ФМБА России (правопреемник ГНЦ ИБФ). Показана эффективность терапии на собаках со спонтанными опухолями.
Традиционно для нейтрон-захватной терапии применяют изотоп бора-10.

### Гадолиний
Наилучшей способностью к захвату нейтронов обладает 157-й изотоп гадолиния, а ядерная реакция, происходящая при захвате нейтрона, сопровождается сильным радиоактивным излучением. Казалось бы, идеальный кандидат для нейтрон-захватывающей терапии. Однако существует ряд проблем, делающих его использование почти невозможным:
1. Гадолиний — это тяжёлый элемент. Его токсичность сопоставима с токсичностью ртути, мышьяка и кадмия. Для введения в организм его химическая токсичность должна быть устранена, и он может быть использован только в очень малых концентрациях.
2. Длительность облучения при нейтрон-захватной терапии может достигать 4 часов и более. И в течение всего этого времени необходимо удерживать весь гадолиний внутри опухоли, для её максимального поражения, что очень трудно из-за наличия кровообращения.
3. Требуемая концентрация гадолиния имеет определённый объём, и зачастую его просто невозможно ввести в опухоль. Он там не поместится.

Идеи использования магнитных наночастиц для повышения клинической эффективности лекарств основаны на том, что вещества, созданные с помощью нанотехнологических подходов, отличаются по своим физико-химическим свойствам от соединений, полученных в традиционной лекарственной форме. Магнитные наночастицы можно позиционировать с помощью магнитного поля, а также бесконтактно управлять их перемещением в органах и тканях за счет воздействия внешнего магнитного поля. Клетки-фагоциты транспортируют магнитные наночастицы в «ткани-мишени», а магнитное поле дополнительно фокусирует и локализует зону терапевтического воздействия.